# Ион (Софокл)
«Ион» (др.-греч. Ἴων) — трагедия древнегреческого драматурга Софокла (V век до н. э.) на тему, связанную с аттическими мифами, текст которой почти полностью утрачен.
Главный герой пьесы — Ион, сын афинской царевны Креусы и Аполлона. Мать бросила его на склоне акрополя, но отец перенёс его в Дельфы, и он вырос в храме Аполлона. Позже, когда Креуса и её муж Ксуф приехали в Дельфы за пророчеством, Ион встретился с матерью. Он стал царём Афин и эпонимом ионийцев.
От трагедии остались только два коротких фрагмента, каждый в одну строку: «Всё благородство переносит добрый» и «В Зевсовых садах блаженства люди черпают струи». В каталогах упоминается трагедия Софокла «Креуса», и речь может идти о разных названиях одного произведения.